# Lịch sử nhôm

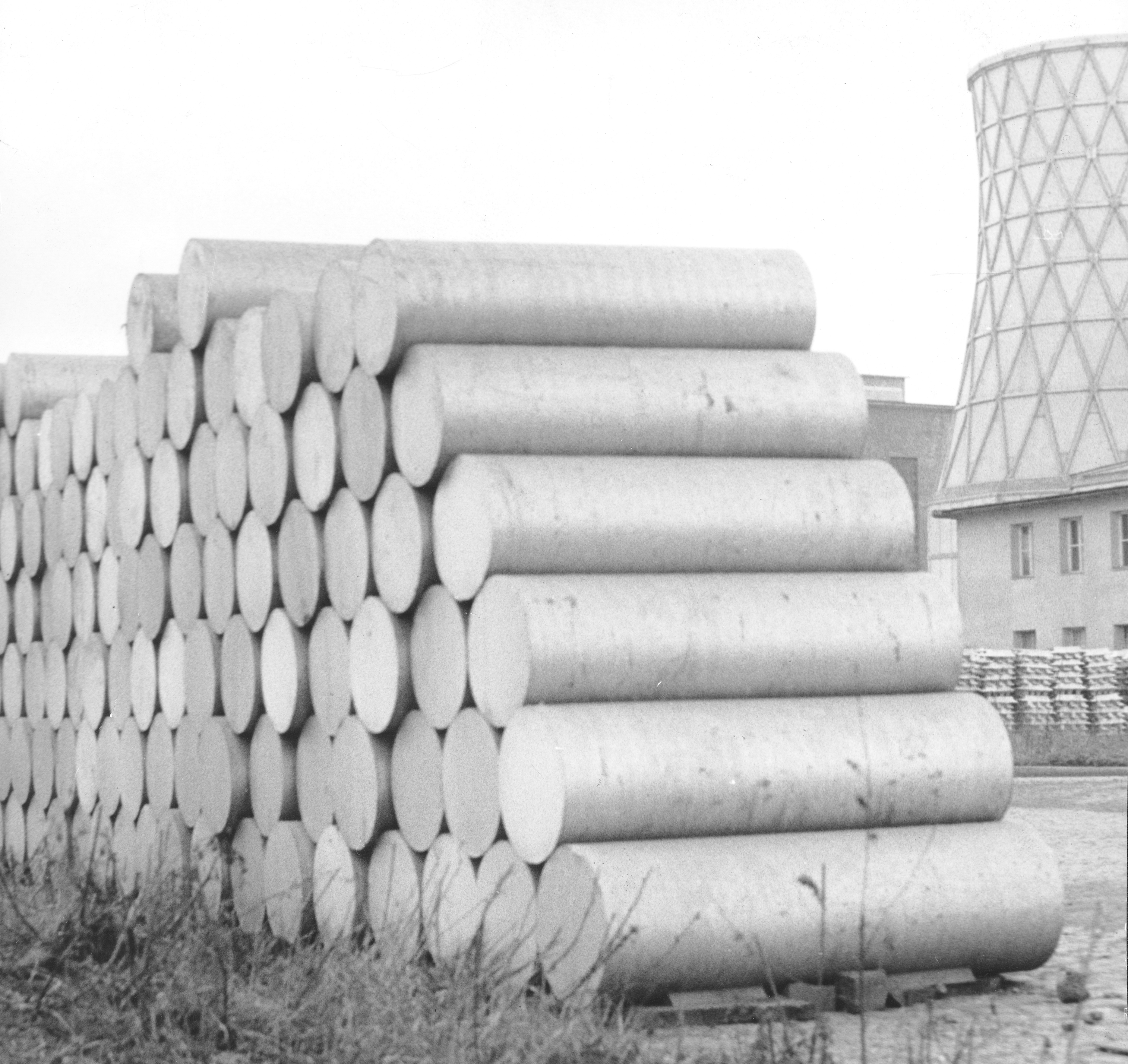
Thanh nhôm đã ép đùn ở Nam Tư, năm 1968.

Nhôm là kim loại rất hiếm khi xuất hiện dưới dạng tự nhiên, và quá trình tinh chế nhôm từ quặng rất phức tạp; vì lý do này mà nhôm không được biết đến trong phần lớn chiều dài lịch sử loài người. Tuy nhiên, hợp chất phèn chua đã được biết đến từ thế kỷ thứ 5 trước Công nguyên và được người xưa sử dụng rộng rãi để nhuộm màu. Trong Thời Trung cổ, việc sử dụng nhôm để nhuộm đã biến nhôm thành hàng hóa thương mại quốc tế. Các nhà khoa học Thời Phục hưng tin rằng phèn chua là muối của một loại đất mới; trong Thời kỳ Khai sáng, người ta đã xác định rằng loại đất này, alumina, là muối oxide của một kim loại mới. Khám phá về kim loại này được nhà vật lý người Đan Mạch Hans Christian Ørsted công bố vào năm 1825, công trình của ông sau này được nhà hóa học người Đức Friedrich Wöhler mở rộng.
Nhôm rất khó tinh chế và do đó không có nhiều ứng dụng thực tiễn. Ngay sau khi được phát hiện, giá nhôm đã vượt qua giá vàng. Nó chỉ bị giảm sau khi bắt đầu sản xuất công nghiệp đầu tiên bởi nhà hóa học người Pháp Henri Étienne Sainte-Claire Deville vào năm 1856. Nhôm trở nên sẵn có hơn cho công chúng nhờ Công nghệ Hall-Héroult được phát triển độc lập bởi kỹ sư người Pháp Paul Héroult và kỹ sư người Mỹ Charles Martin Hall vào năm 1886, và công nghệ Bayer được phát triển bởi nhà hóa học người Áo Carl Joseph Bayer vào năm 1889. Các quy trình này đã được sử dụng để sản xuất nhôm đến nay.
Việc giới thiệu các phương pháp sản xuất nhôm hàng loạt như trên dẫn đến việc sử dụng rộng rãi của kim loại nhẹ  chống ăn mòn này trong công nghiệp và đời sống hàng ngày. Nhôm bắt đầu được sử dụng trong ngành kỹ thuật và xây dựng. Trong Thế chiến I và II, nhôm là một nguồn lực chiến lược quan trọng cho ngành hàng không. Sản lượng kim loại trên thế giới đã tăng từ 6.800 tấn tấn vào năm 1900 lên 1.490.000 tấn tấn vào năm 1950. Nhôm vượt qua đồng và trở thành kim loại màu được sản xuất nhiều nhất vào năm 1954.
Trong nửa sau thế kỷ 20, nhôm được sử dụng trong vận chuyển và đóng gói. Sản xuất nhôm đã trở thành một mối lo ngại do tác động môi trường trong quá trình sản xuất và tái chế nhôm đã có đà phát triển. Nhôm trở thành hàng hóa giao thương trong những năm 1970. Sản xuất bắt đầu chuyển từ nước phát triển sang các nước đang phát triển; đến năm 2010, Trung Quốc đã tích lũy được một thị phần đáng kể trong cả sản xuất và tiêu thụ nhôm. Sản lượng thế giới tiếp tục tăng, đạt 57.500.000 tấn tấn trong năm 2015. Sản lượng nhôm lớn hơn tổng sản lượng của mọi kim loại màu khác.

## Lịch sử ban đầu
Hôm nay, tôi mang đến cho ngài chiến thắng trước người Thổ Nhĩ Kỳ. Hàng năm, họ moi từ những người theo đạo Thiên chúa hơn ba trăm ngàn ducat để lấy phèn chua mà chúng ta dùng để nhuộm len. Vì thứ này không có ở người La tinh ngoại trừ một lượng rất nhỏ [...] Nhưng tôi đã tìm thấy bảy ngọn núi có nhiều nguyên liệu này đến mức chúng ta có thể cung cấp cho bảy thế giới. Nếu ngài ra lệnh thuê công nhân, xây lò nung và nấu chảy quặng, ngài sẽ cung cấp phèn chua cho toàn bộ châu Âu và người Thổ Nhĩ Kỳ sẽ mất hết lợi nhuận. Thay vào đó, chúng sẽ thuộc về ngài...— Giovanni da Castro cho cha đỡ đầu của mình Giáo hoàng Pius II vào năm 1461, sau khi phát hiện ra một nguồn phèn phong phú tại Tolfa gần Rome

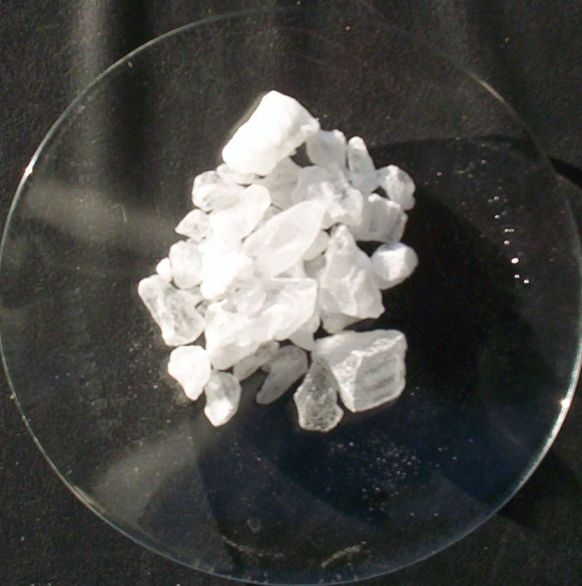
Tinh thể phèn, dạng tự nhiên đã được biết đến từ xa xưa

Lịch sử của nhôm được định hình bằng việc sử dụng phèn, một hợp chất của nhôm. Bản ghi chép đầu tiên về phèn là vào thế kỷ thứ 5 trước Công nguyên bởi nhà sử học người Hy Lạp Herodotus. Người xưa đã sử dụng nó như một chất cầm màu, trong y học, như một lớp phủ chống cháy cho gỗ và trong phay hóa học. Nhôm dưới dạng kim loại chưa được biết đến vào thời điểm này. Nhà văn La Mã Petronius đã đề cập trong cuốn tiểu thuyết Satyricon rằng một loại thủy tinh khác thường đã được trao cho hoàng đế: sau khi ném xuống vỉa hè, chất liệu này không vỡ mà chỉ bị biến dạng. Nó đã được trả lại hình dạng trước đây của nó bằng cách sử dụng một cái búa. Sau khi biết được từ nhà phát minh rằng không ai khác biết cách sản xuất vật liệu này, hoàng đế đã cho nhà phát minh thực hiện để nó không làm giảm giá vàng. Biến thể của câu chuyện này đã được đề cập ngắn gọn trong Natural History bởi nhà sử học La Mã Pliny the Elder (người lưu ý câu chuyện đã "hiện tại thông qua sự lặp lại thường xuyên hơn là xác thực") và Roman History bởi nhà lịch sử La Mã Cassius Dio. Một số nguồn cho thấy kính này có thể là nhôm. Có thể hợp kim chứa nhôm được sản xuất tại Trung Quốc dưới triều đại của nhà Tấn (265–420).
Sau Thập tự chinh, phèn là một hàng hóa trong giao thương quốc tế; đây là một thứ không thể thiếu trong ngành công nghiệp vải ở châu Âu. Các mỏ phèn nhỏ đã được làm việc ở Châu Âu Công giáo nhưng hầu hết phèn đến từ Trung Đông. Phèn alum tiếp tục được giao dịch qua biển Địa Trung Hải cho đến giữa thế kỷ 15, khi đế chế Ottoman gia tăng thuế xuất khẩu. Trong một vài năm, phèn được phát hiện rất nhiều ở Ý. Giáo hoàng Pius II đã cấm tất cả hàng nhập khẩu từ phía đông, sử dụng lợi nhuận từ buôn bán phèn để bắt đầu chiến tranh với Ottoman. Phèn mới được tìm thấy này từ lâu đã đóng một vai trò quan trọng trong dược phẩm châu Âu, nhưng giá cao do chính phủ giáo hoàng đưa ra cuối cùng đã khiến các quốc gia khác bắt đầu sản xuất của chính họ; khai thác phèn quy mô lớn đã đến các khu vực khác của châu Âu trong thế kỷ 16.

## Thiết lập đặc tính của phèn
Tôi nghĩ rằng sẽ không quá mạo hiểm để dự đoán rằng một ngày sẽ đến khi tính chất kim loại của nền phèn sẽ được chứng minh một cách chắc chắn.— Nhà hóa học người Pháp Theodor Baron de Henouville năm 1760 tại Viện hàn lâm khoa học Paris

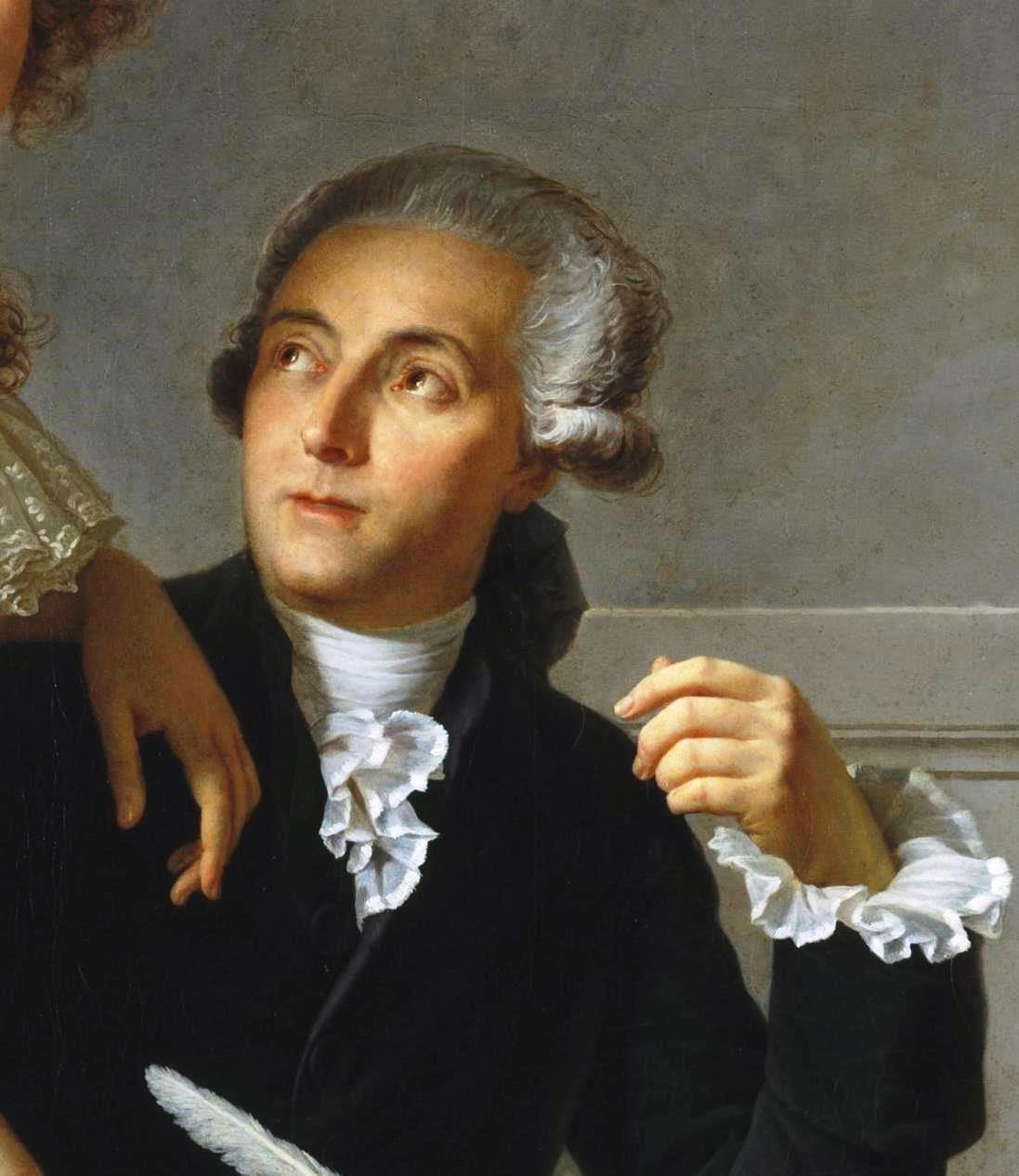
Antoine Lavoisier đã xác định rằng alumina là oxide của một kim loại chưa biết tên.

Khi thời kỳ Phục hưng bắt đầu, bản chất của phèn vẫn chưa được biết đến. Khoảng năm 1530, bác sĩ Thụy Sĩ Paracelsus đã công nhận phèn là tách biệt với vitriole (sulfat) và cho rằng đó là muối của đất. Năm 1595, bác sĩ và nhà hóa học người Đức Andreas Libavius đã chứng minh phèn và vitriol xanh lam và vitriole xanh lam được hình thành từ cùng một t nhưng đất khác nhau; Đối với trái đất chưa được khám phá hình thành phèn, ông đã đề xuất tên "alumina". Nhà hóa học người Đức Georg Ernst Stahl cho biết cơ sở của phèn chưa biết là giống với vôi hoặc phấn vào năm 1702; quan điểm sai lầm này đã được chia sẻ bởi nhiều nhà khoa học trong nửa thế kỷ. Năm 1722, nhà hóa học người Đức Friedrich Hoffmann cho rằng cơ sở của phèn là một trái đất khác biệt. Năm 1728, nhà hóa học người Pháp Étienne Geoffroy Saint-Hilaire tuyên bố phèn được hình thành bởi một trái đất không xác định và acid sulfuric; Ông đã lầm tưởng rằng đốt đất mang lại silica. (Sai lầm của Geoffroy chỉ được sửa chữa vào năm 1785 bởi nhà hóa học và dược sĩ người Đức Johann Christian Wiegleb. Ông xác định rằng đất phèn không thể được tổng hợp từ silica và kiềm, trái với niềm tin đương thời.) Nhà hóa học người Pháp Jean Gello đã chứng minh đất trong đất sét và đất do phản ứng của chất kiềm trên phèn giống hệt vào năm 1739. Nhà hóa học người Đức Johann Heinrich Pott cho thấy kết tủa thu được từ việc đổ một chất kiềm vào dung dịch phèn khác với vôi và phấn năm 1746.
Nhà hóa học người Đức Andreas Sigismund Marggraf đã tổng hợp đất phèn bằng cách đun sôi đất sét trong acid sulfuric và thêm kali vào 1754. Ông nhận ra rằng thêm soda, kali, hoặc kiềm vào dung dịch đất mới trong acid sulfuric thu được phèn. Ông mô tả trái đất có tính kiềm, vì anh đã phát hiện ra nó hòa tan trong acid khi sấy khô. Marggraf cũng mô tả các muối của trái đất này: chloride, nitrat và acetat. Năm 1758, nhà hóa học người Pháp Pierre Macquer đã viết rằng alumina giống như một đất kim loại. Năm 1760, nhà hóa học người Pháp Theodor Baron de Henouville bày tỏ sự tin tưởng rằng alumina là một đất kim loại.
Năm 1767, nhà hóa học Thụy Điển Torbern Bergman đã tổng hợp phèn bằng cách đun sôi alunite trong acid sulfuric và thêm kali vào dung dịch. Ông cũng tổng hợp phèn như một sản phẩm phản ứng giữa sunfat kali và đất phèn, chứng minh rằng phèn là một loại muối kép. Nhà hóa học dược phẩm người Đức Carl Wilhelm Scheele đã chứng minh rằng cả phèn và silica có nguồn gốc từ đất sét và phèn không chứa silicon vào năm 1776. Viết vào năm 1782, nhà hóa học người Pháp Antoine Lavoisier coi alumina là một oxide của kim loại có ái lực với oxy mạnh đến mức không chất nào có thể khử được alumina.
Nhà hóa học Thụy Điển Jöns Jacob Berzelius đã đề xuất công thức AlO3 cho alumina năm 1815. Công thức đúng, Al2O3, được thành lập bởi nhà hóa học người Đức Eilhard Mitscherlich vào năm 1821; điều này đã giúp Berzelius xác định chính xác trọng lượng nguyên tử của kim loại, 27.

## Tổng hợp kim loại
Hỗn hống này nhanh chóng tách ra trong không khí, và bằng cách chưng cất, trong một khí trơ, tạo ra một cục kim loại có màu sắc và ánh sáng giống như thiếc.— Nhà vật lý người Đan Mạch Hans Christian Ørsted mô tả tổng hợp nhôm tại Học viện Khoa học và Thư tín Hoàng gia Đan Mạch vào năm 1825.

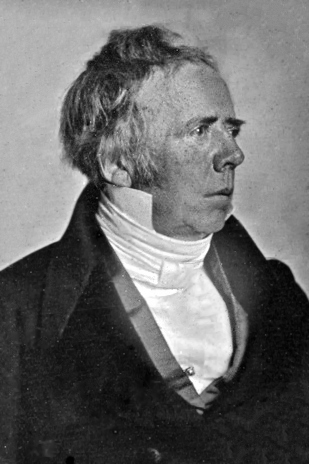
Hans Christian rsted, người phát hiện ra kim loại nhôm

Năm 1760, de Henouville đã không thành công trong việc cố gắng khử alumina thành kim loại của nó. Ông tuyên bố rằng ông đã thử mọi phương pháp giảm được biết đến vào thời điểm đó, mặc dù các phương pháp của ông chưa được công bố. Có khả năng ông trộn phèn với carbon hoặc một số chất hữu cơ, với muối hoặc soda để làm thông lượng, và đun nóng trong lửa than. Các nhà hóa học người Áo Anton Leopold Ruprecht và Matteo Tondi đã lặp lại thí nghiệm của Nam tước vào năm 1790, làm tăng đáng kể nhiệt độ. Họ tìm thấy các hạt kim loại nhỏ mà họ tin là kim loại được tìm kiếm; nhưng các thí nghiệm sau đó của các nhà hóa học khác cho thấy đây là phosphide sắt từ các tạp chất trong than và tro xương. Nhà hóa học người Đức Martin Heinrich Klaproth đã bình luận sau đó, "nếu có một trái đất được đặt trong điều kiện mà bản chất kim loại của nó phải được tiết lộ, nếu nó như vậy, một trái đất tiếp xúc với các thí nghiệm phù hợp để giảm nó, đã thử nghiệm trong các đám cháy nóng nhất bằng tất cả các phương pháp, trên quy mô lớn cũng như quy mô nhỏ, trái đất đó chắc chắn là alumina, nhưng chưa ai nhận ra sự kim loại hóa của nó." Lavoisier trong năm 1794 và nhà hóa học người Pháp Louis-Bernard Guyton de Morveau trong năm 1795 đã nấu chảy alumina thành một loại men trắng trong lửa than được nuôi bằng oxy nguyên chất nhưng không tìm thấy kim loại. Nhà hóa học người Mỹ Robert Hare đã nấu chảy alumina bằng ống thổi khí oxyhydro vào năm 1802, cũng không thu được men, nhưng vẫn không tìm thấy kim loại.
Năm 1807, nhà hóa học người Anh Humphry Davy đã thành công điện phân alumina bằng pin kiềm, nhưng hợp kim thu được chứa kali và natri, và Davy không có cách nào để tách rời mong muốn kim loại từ những. Sau đó, ông nung nóng alumina bằng kali, tạo thành kali oxide nhưng không thể tạo ra kim loại được tìm kiếm. Năm 1808, Davy đã thiết lập một thí nghiệm khác về điện phân alumina, xác định rằng alumina bị phân hủy trong hồ quang điện nhưng tạo thành kim loại hợp kim với sắt; anh ấy không thể tách hai. Cuối cùng, anh đã thử một thí nghiệm điện phân khác, tìm cách thu thập kim loại trên sắt, nhưng một lần nữa không thể tách kim loại được thèm muốn khỏi nó. Davy đề nghị kim loại được đặt tên là alumium vào năm 1808 và aluminum năm 1812, do đó đã tạo ra tên trong các ngôn ngữ châu Âu ngày nay. Các nhà khoa học khác sử dụng tên aluminium; cách viết cũ được sử dụng phổ biến ở Hoa Kỳ trong những thập kỷ sau.
Nhà hóa học người Mỹ Benjamin Silliman đã lặp lại thí nghiệm của Hare vào năm 1813 và thu được những hạt nhỏ của kim loại được tìm kiếm, gần như ngay lập tức bị đốt cháy.